# Pachylophus vittatus
Pachylophus vittatus är en tvåvingeart som beskrevs av Nartshuk 1962. Pachylophus vittatus ingår i släktet Pachylophus och familjen fritflugor. Inga underarter finns listade i Catalogue of Life.